# A1 Telekom Austria
Pour les articles homonymes, voir A1.
A1 Telekom Austria, typographiée A1, est une entreprise autrichienne de télécommunications, filiale du groupe Telekom Austria. Elle est présente dans les domaines de la téléphonie mobile et fixe, de l'accès à internet ainsi que de la télévision par câble.

## Histoire
Créée en 1992, A1 Telekom Austria est dirigée par Margarete Schramböck.
Avec 5,1 millions de clients pour la téléphonie mobile et 2,3 millions de clients téléphonie fixe en 2012, A1 Telekom Austria est le premier opérateur de téléphonie d'Autriche.